# 極速快車手
《極速快車手》是韓國NPLUTO公司開發的角色扮演形式賽車遊戲，在日本是arario公司代理，台灣則是松崗科技進行代理,於2018年4月16日宣告代理結束,並於2018年6月1日正式關閉伺服器，香港則是越一科技代理(遊戲已結束營運)。

## 背景
2007年的春天，在北太平洋上的一個無人島，一種被後人稱為進化油的能源被大量發現，進化油的能源效率比目前現行的所有能源要來的高，據科學家估計，該島可能具有100萬噸的的蘊藏量，一噸的進化油價值約是40億美金，因此大家稱這這個島為米特隆(Mittron)。
為了有效管理開發進化油，各國政府聯合組成名為O.M.D(Organization for Mittron Development)的政府組織，原本的無人島，在OMD開發下被建設成高科技的現代化都市。
然而，隨者進化油的開發，覬覦進化油的犯罪也因此油然而生，尤其是OMD政府公佈的H.U.V（High-tech Ummaned Vehicle）組織，一個以自動無人駕駛車輛進行衝突的犯罪組織。
OMD政府為了鎮壓HUV所引發的暴走車輛，就向世界各地招募優秀駕駛員，並把駕駛員訓練成能夠與HUV車輛對抗的超級駕駛員，直到HUV被完全消滅為止。

## 組織
- O.M.D

為了有效管理開發進化燃油，各國政府聯合組成名為O.M.D(Organization for Mittron Development)的政府組織，原本的無人島，在O.M.D開發下被建設成高科技的現代化都市。
2017年，O.M.D警察為了鎮壓由HUV所引發的暴走車輛，以及尋找HUV活動的源頭，開始著手進行一項特別計畫。這個特別計畫是從全世界招集優秀的駕駛員，並將他們訓練成足以對抗HUV的超級駕駛員。由於獎金優渥的廣告宣傳效果，世界各國的優秀駕駛員都前來支援抗衡H.U.V。
出現的無線電訊息，就必須立即前往支援鎮壓HUV。由於依照OMD的規定無法使用武器，只能靠自己的駕駛技術來鎮壓HUV，因此，OMD政府需要很多有實力的駕駛員。
有實力的OMD駕駛員不會單獨行動，而是以群體的方式來鎮壓HUV。有默契的駕駛員甚至還組成了駕駛員協會，這些協會為了擴張自己組織的勢力與增加組員，互相競爭性的到處物色有駕駛潛力的人。
特製車輛只能依賴進化油電池發動，因此，對於OMD駕駛員來說，進化油電池是絕對必須的動力來源。駕駛員可以自行購買進化油電池，不過，OMD政府會依據鎮壓HUV的實績來配給進化油電池，於是，只要是能提升實績的駕駛員協會，就可以持續免費使用進化油電池。
- H.U.V

不知道從什麼時候開始，月宮市頻頻發生犯罪事件。在月宮市發生的犯罪事件，大部分都是利用車輛來犯案，特點是這些車輛會突然湧入，以高速行駛於，威脅街道上的行人或是使交通麻痺。雖然不會造成重大的危害，這些數量越來越多的車輛，卻帶給一向和平的月宮市很大的困擾。
檢查這些問題車輛，會發現車內並沒有人駕駛，而是靠全自動駕駛系統來操控。這種技術的水準相當高，OMD警察都稱這種犯罪車輛為HUV（High-tech Unmanned Vehicle）。HUV比一般車輛的行駛速度快、駕駛技術高，以致於一般車輛完全無法靠近。
- R.O.O

O.M.D成員之一的由紀因不滿O.M.D政府的政策，自組 Team R.O.O，與志氣相投的其他O.M.D成員一起調查H.U.V的秘密，並有著驚人的發現！
- R.O.A.D

ROO&OMD Alience Defender組成的隊伍(指出現在未來的尼歐之城(NEO城市)的組織)跟H.U.V對抗!

## 城市
米特隆島目前有五個城市和地下城，以下就列出米特隆島上的五個城市和其地下城
- 月宮市（Moon Palace）

剛創建人物時的出生城市，也是米特隆島最早開發的城市，OMD政府組織就在這座城市裡。
- 科伊諾尼亞（Koinonia）

有港灣和工業設施的第二城市，與月宮市和克羅斯相鄰，是標準型的港灣都市。
- 克羅斯（Cras）

具有山嶽都市特徵的克羅斯，其城市南邊有大規模的進化油開採和原木砍伐事業，為第三城市。
- 歐若斯（Oros）

OMD政府新開發的第四城市，位於沙漠地帶，擁有太空中心和神秘的OMD71區，ROO組織的總部也在此都市。
- 地下城（UnderCity）

目前已知的地下城位於月宮市，科伊諾尼亞和克羅斯中，地下城為極速快車手中的遊戲模式，進行方式則另外敘述。
- 艾雷米亞（Eremia）

艾雷米亞只出現在故事背景中，已知艾雷米亞為一平原都市，其餘資料不明。
- 寶雷斯拉

寶雷斯拉只出現在故事背景中，已知寶雷斯拉為一平原都市，其餘資料不明。
- 台北（Taipei City）(國際翻譯為"Mittro City")

台北城為米特隆島上城市以外的第五個境外都市，除地點位於西太平洋上的一個島嶼，目前的城市資料處於不明狀態。
- 尼歐之城(NEO城市)

尼歐之城是歐若斯的未來(戰爭後的未來)

## 玩法
極速快車手玩法基本上可分為兩大類：對戰部份與單人RPG部份。以下就針對這兩大部分，至於遊戲中類似MMORPG攻城戰的城區爭奪戰，則列在對戰區說明。

### 單人RPG
極速快車手的單人RPG的玩法又細分成任務部份和撞擊HUV的部份。極速快車手的任務皆可以在各大城市中的加油站接取任務，但是主線任務只有在特定的加油站才有辦法接取任務。至於任務的部份有：
- 主線任務

主要是講遊戲相關的劇情，以及其他單位的委託。主線任務的經驗和得到的遊戲幣皆比其他任務要來的高，但是主線任務有其等級限制，不到一定的等級會無法觸發需要高等級限制的主線任務。至於如何判斷是否有主線任務，可在單人遊戲畫面上注意是否有跟著箭頭前往加油站字樣來判斷是否有任務。若有主線任務可接取，該字樣會出現，反之亦然。
- 運送服務

以一定的時間運送各種物品到地圖上特定的點，若超過運送時間就算失敗，此任務可以重複接取。同時系統也會記錄運送時間秒數最短的玩家，並把運送秒數記錄在排行榜上。
- 巡邏任務

在加油站的對面接取，巡邏任務通常是以繞地圖指定的巡邏點來做巡邏，通常每通過一個巡邏點，就會得到一至二點不等的經驗值，同時每巡邏50個點就會有一個裝備零件。

#### 隨機任務
需屬O.M.D組織才可取得隨機任務
隨機任務有分紫色字樣的CallMission和黃色字樣的CallSign。隨機任務的接取是出現在單人RPG畫面的左上角，玩家可按TAB鍵接受或是ESC鍵拒絕。
- CallMission任務

CallMission任務通常是完成指定條件數目的任務，例如：在對戰區完成十場比賽，或是集滿一定的Combo數等。CallMission任務的經驗值和金錢普遍偏低。
- Callsign任務

CallSign任務就是撞擊HUV，此任務可以單人或是組成隊伍來接取。CallSign任務出現的HUV數量與強度跟等級和組隊人數有關係，通常單人撞擊HUV，HUV的數量只會有1至4台，但是組隊的話出現的HUV就不只4台，有可能更多，例如4人組隊的話出現的HUV就至少會有7到10台。當玩家在撞擊HUV時，會隨機獲得由HUV上掉落的零件，通常HUV掉落的零件數值會比商店賣的零件要來的好。至於任務完成後的獎勵則視HUV的多寡來發放經驗值和金錢，HUV越多，得到的經驗值和金錢也就越多。ROO隊員可以以模擬追逐戰的戰利品"ROO Call Unit"取得Callsign任務，但每接受一次任務就會用掉一個Call unit。

### 對戰遊戲
團體賽
A隊（藍色）與B隊（紅色）
排名用積分排列
例如：
第一名14個積分
第16名2個積分
房間人數積分會改變
房間上限16人
個人賽
第一名會得到1勝
房間上限16人

## 遊戲車輛

### 性能
遊戲中的車種皆為現實車輛改變而成，但車種名稱並未使用現實的車種名稱，而是遊戲自創的車種名稱。
速度：車子在水平直線上的最高時速，指數越高，車子的最高速度就越快。

加速：是該車到達最高時速前加速能力，加速能力越好，就越快到達最高時速。
 
耐久：指車子撞擊HUV的傷害點數和爬坡能力，點數越高，傷害的數值和爬坡速度就越好。 

噴射：該車啟動噴射器後能持續的時間，素質越高，噴射持續的時間越久。噴射啟動後的速度為該車的最高速度再加90KM/Hr，速度點數超過572則是最高速度再加100KM/Hr。

### 車種
遊戲車種共有9種，車種為V1~V9，該車的車種等級越高，性能就越好。但每一等級的車種皆有等級限制，目前台版最高等級限制的車種為V9，至少需要71級以上。
- V1車種（新手可選）
  - kicker、Sporty、Drifter
- V2（等級要Lv.5以上或更高）
  - OMDSS、Fortwo、Laputa、PANDA、Comet
- V3
  - BirdieRTI、MAXI、METRO（Lv.11以上）
  - muse、DragoFly、TOKIO、UNLIMIT、206cc（Lv.14以上）
- V4
  - VILLAGE、Dreamer、307（Lv.21以上）
  - SpoLight、ERIC、GunFire（Lv.24以上）
- V5
  - CoMoDo、207（Lv.31以上）
  - Monster[3]、FAIRPLAY、ROTARY、Above（Lv.34以上）
- V6
  - USR、Nova、ATOKA（Lv.41以上）
  - 407、CIELO、IMPACT、Fondo（Lv.44以上）
  - TITAN（刮刮樂取得）
- V7
  - Action、Snake、SOLO（Lv.51以上）
  - Romeo、Tiger（Lv.54以上）
  - FondoX（刮刮樂取得）
- V8
  - INDIGO（Lv.61以上）
  - VEGA、Tyrant、DTWO、RUBY、ARIA、URe3（Lv.64以上）
- V9
  - gigas、Utopia、Cross（Lv.71以上）
  - ARENA、Nevera（Lv.74以上）

#### 台版未開放和有差異的車種
- 台灣目前未開放車種：
  - V1
    - CONDOL、Iornia、Advance

  - V2
    - ENSONY

  - V3
    - BOARDING

  - V4
    - COMPASS

  - V5
    - PT CRUISER

  - V6
    - CHARGER

  - V7
    - SOLUTION、Myth、SPIRIT、LEO（美版為V5）、DELUXE、Duel

  - V8
    - DEW、SEVEN、300C

  - V9
    - TORERO、PUMA、Natura
- 名稱、數值有差異的車種：
  - 等級有出入的車種
    - Laputa（美、韓等級為V1）
    - MAXI（美、韓等級為V4）
    - METRO（美、韓等級為V1）
    - 206cc（美、韓等級為V4，名稱則為MPMCC）
    - Dreamer（美、韓等級為V5）
    - CoMoDo（美、韓等級為V6）
    - Tyrant（美、韓等級為V9）
    - URE3（美版等級為V6；韓版則為V9；台灣是V8）
    - FondoX（美版等級為V5；台灣是V7需刮刮樂取得）

  - 名稱有出入的車種
    - BirdieRTI（美、韓設定為V1）
    - Smart（美、韓名稱為MMT1）
    - 407（美、韓名稱為CR2，等級則為V6）
    - DTWO（美、韓名稱為VIPER SRT-10）

美版目前車種：
- V1
  - Kicker, Condol, Advance, Laputa, Ironia, Metro, Birdie RTi, Drifter, Dodge Caliber
- V2
  - Panda, Ensony, mmt1, OMDSS, Comet
- V3
  - Muse, Tokio, Dragonfly, Invention, Boarding
- V4
  - Eric, mpmcc, Spotlight, Jeep Compass, Village, Maxi, Monster
- V5
  - Rotary, Above, Dreamer, Unlimit, Fairplay, mpm7, Chrysler Crossfire, FondoX
- V6
  - Impact, Nova, Comodo, Cielo, Fondo, Atoka, Dodge Charger, URE3, Titan
- V7
  - Spirit, Tiger, Snake, Action, Solution, Duel
- V8
  - Aria, Dodge Viper SRT-10, Indigo, Ruby, Chrysler 300C
- V9
  - Gigas, Torero, Arena, Utopia, Nevera, Tyrant, Future

## 外部連結
- 韓國官方網站 （页面存档备份，存于）
- 日本官方網站 （页面存档备份，存于）(已關閉)
- 台灣官方網站(已關閉)
- 台灣代理網站(已關閉) （页面存档备份，存于）
- 美版官方網站(已關閉)
- 香港官方網站(已關閉)

## 備註
1. ↑  除五個城市以外，境外城市台北和只出現在故事設定中的艾雷米亞也列入城市列表中。
2. ↑  主線任務指的特定加油站，是指玩家只能在主線劇情上指定的加油站來進行主線任務，若在其他的加油站接取主線任務，則只會顯示沒有任務之類的字樣。
3. ↑  此車的特殊性能為暴擊機率5%，衝撞時減速減少5%